# Polycentropus
Polycentropus är ett släkte av nattsländor. Polycentropus ingår i familjen fångstnätnattsländor.

## Dottertaxa tillPolycentropus, i alfabetisk ordning[1][2]
- Polycentropus acanthogaster
- Polycentropus africanus
- Polycentropus alabamensis
- Polycentropus alatus
- Polycentropus albipunctus
- Polycentropus almanzor
- Polycentropus altmani
- Polycentropus apsyrtos
- Polycentropus aquilonius
- Polycentropus ariensis
- Polycentropus arizonensis
- Polycentropus armeniacus
- Polycentropus aspinosus
- Polycentropus auricollis
- Polycentropus auriculatus
- Polycentropus australis
- Polycentropus aztecus
- Polycentropus azulus
- Polycentropus barri
- Polycentropus bartolus
- Polycentropus bellus
- Polycentropus biappendiculatus
- Polycentropus blicklei
- Polycentropus bonus
- Polycentropus brongus
- Polycentropus carlsoni
- Polycentropus carolinensis
- Polycentropus casicus
- Polycentropus ceciliae
- Polycentropus centralis
- Polycentropus chelatus
- Polycentropus chellus
- Polycentropus chilensis
- Polycentropus cianficconiae
- Polycentropus clarus
- Polycentropus colei
- Polycentropus confusus
- Polycentropus connatus
- Polycentropus corniger
- Polycentropus corsicus
- Polycentropus costaricensis
- Polycentropus criollo
- Polycentropus cuspidatus
- Polycentropus deltoides
- Polycentropus denningi
- Polycentropus devetaki
- Polycentropus digitus
- Polycentropus divergens
- Polycentropus djaman
- Polycentropus domingensis
- Polycentropus doronca
- Polycentropus drahamensis
- Polycentropus elarus
- Polycentropus elegans
- Polycentropus encera
- Polycentropus excisus
- Polycentropus exsertus
- Polycentropus fasthi
- Polycentropus flavomaculatus
- Polycentropus flavostictus
- Polycentropus flavus
- Polycentropus floridensis
- Polycentropus fortispinus
- Polycentropus fortunus
- Polycentropus francavillensis
- Polycentropus gertschi
- Polycentropus grandis
- Polycentropus guatemalensis
- Polycentropus halidus
- Polycentropus hamiferus
- Polycentropus harpi
- Polycentropus hebraeus
- Polycentropus holzenthali
- Polycentropus ichnusa
- Polycentropus iculus
- Polycentropus ierapetra
- Polycentropus insularis
- Polycentropus interruptus
- Polycentropus intricatus
- Polycentropus irroratus
- Polycentropus jamaicensis
- Polycentropus jeldesi
- Polycentropus jenula
- Polycentropus joergenseni
- Polycentropus kapchajalaja
- Polycentropus kenampi
- Polycentropus kingi
- Polycentropus lepidius
- Polycentropus lingulatus
- Polycentropus longispinosus
- Polycentropus maculatus
- Polycentropus malickyi
- Polycentropus marcanoi
- Polycentropus masi
- Polycentropus mathisi
- Polycentropus mayanus
- Polycentropus mazdacus
- Polycentropus meridiensis
- Polycentropus metirensis
- Polycentropus mexicanus
- Polycentropus milaca
- Polycentropus milikuri
- Polycentropus morettii
- Polycentropus mortoni
- Polycentropus moselyi
- Polycentropus mounthageni
- Polycentropus nascotius
- Polycentropus nebulosus
- Polycentropus neiswanderi
- Polycentropus nigriceps
- Polycentropus nigrospinus
- Polycentropus obtusus
- Polycentropus palmitus
- Polycentropus pentus
- Polycentropus picana
- Polycentropus piceus
- Polycentropus pirisinui
- Polycentropus pixi
- Polycentropus plicatus
- Polycentropus quadriappendiculatus
- Polycentropus quadrispinosus
- Polycentropus radaukles
- Polycentropus rickeri
- Polycentropus rosselinus
- Polycentropus sabulosus
- Polycentropus sarandi
- Polycentropus sardous
- Polycentropus schmidi
- Polycentropus segregatus
- Polycentropus similis
- Polycentropus sinuosus
- Polycentropus smithae
- Polycentropus spicatus
- Polycentropus stephani
- Polycentropus surinamensis
- Polycentropus telifer
- Polycentropus tenerifensis
- Polycentropus terrai
- Polycentropus thaxtoni
- Polycentropus timesis
- Polycentropus tuberculatus
- Polycentropus turquino
- Polycentropus unicus
- Polycentropus unispina
- Polycentropus valdiviensis
- Polycentropus vanachakuni
- Polycentropus vanderpooli
- Polycentropus variatus
- Polycentropus weedi
- Polycentropus veracruzensis
- Polycentropus vernus
- Polycentropus volcanus
- Polycentropus yuecelcaglari
- Polycentropus zanclus
- Polycentropus zaneta
- Polycentropus zurqui

## Bildgalleri

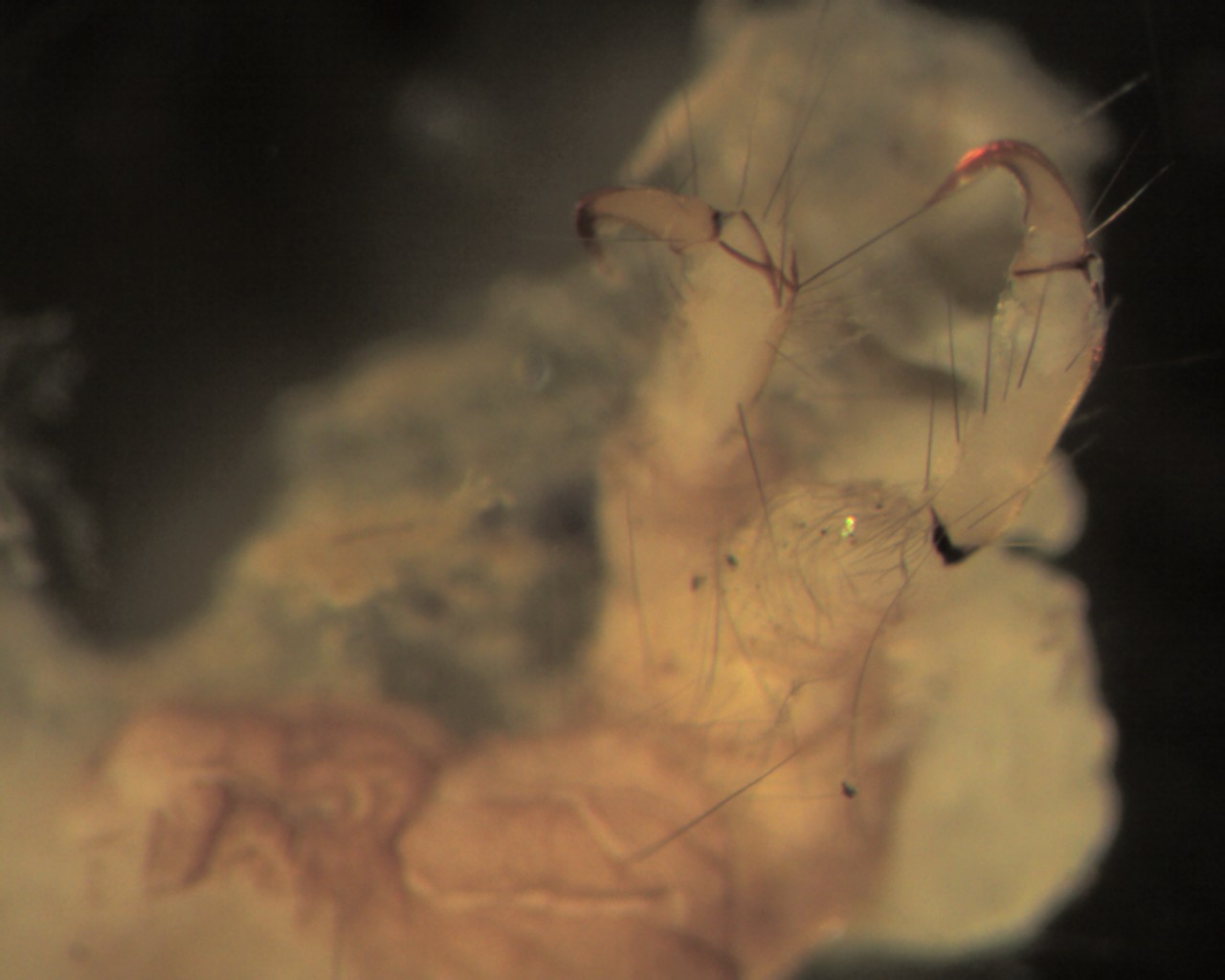
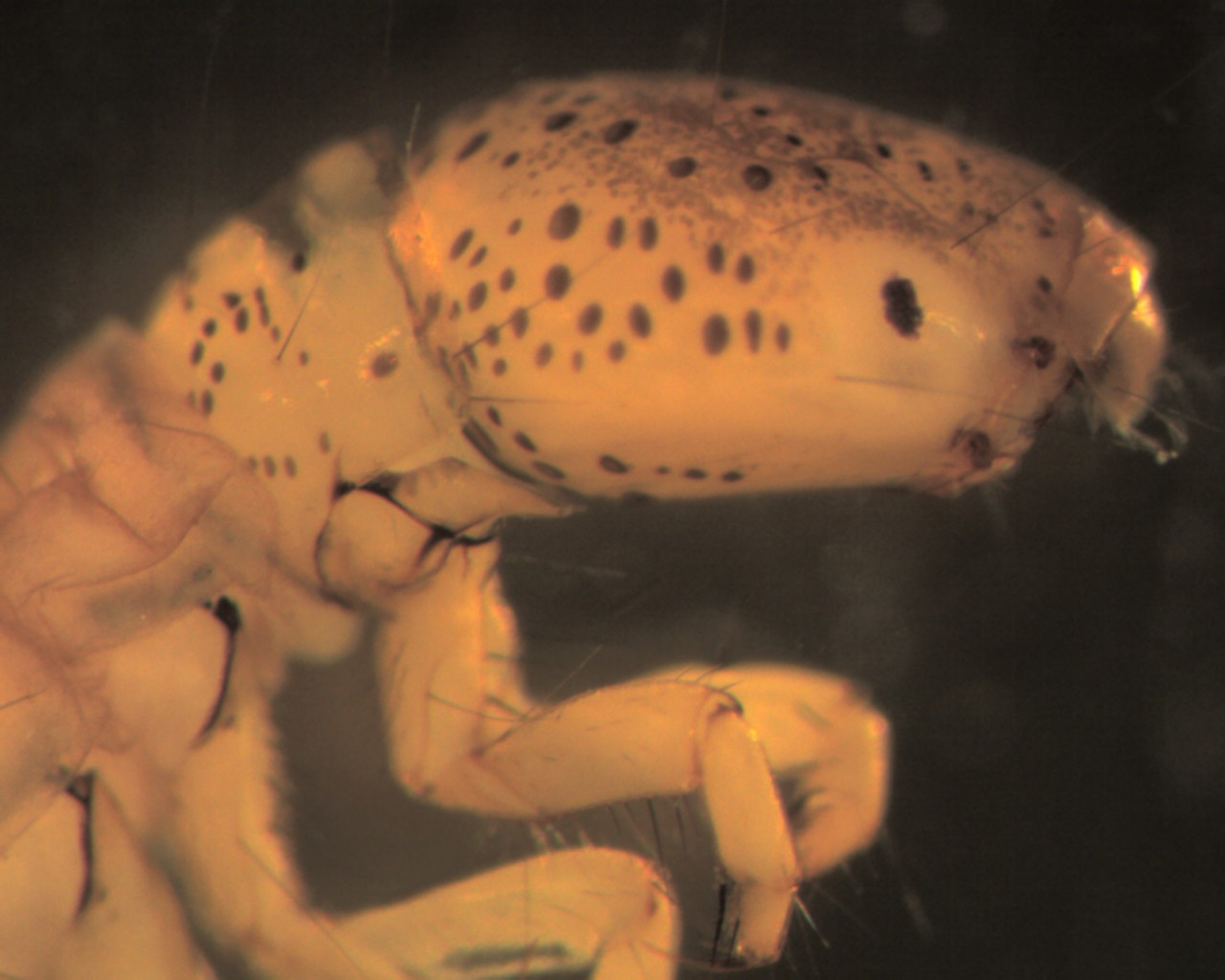
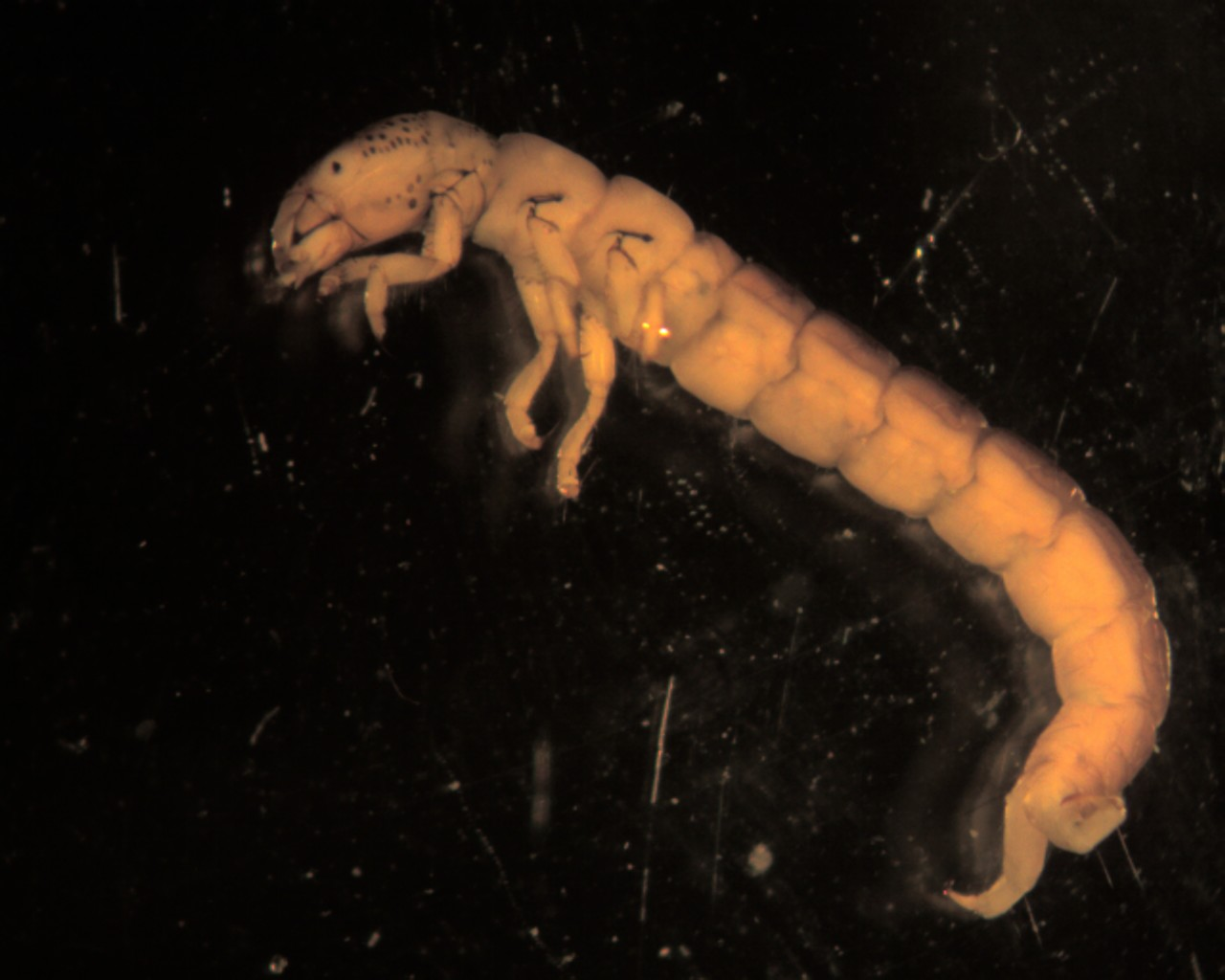